# Quando l'aria mi sfiora
Quando l'aria mi sfiora è il 2º album del cantante italiano Massimo Modugno, pubblicato nel 2004.
Il disco venne messo in commercio dopo la seconda partecipazione dell'artista al Festival di Sanremo, dove presentò il brano omonimo, che apre l'album.

## Tracce
1. Quando l'aria mi sfiora
2. Canzone l'amore
3. Per fortuna che ci sei
4. Bianche raffiche di vita
5. Alla radio
6. Quando l'aria mi sfiora (strumentale)